# Neil McDonald
Neil McDonald (ur. 21 stycznia 1967 w Gravesend) – angielski szachista, trener i autor książek o tematyce szachowej, arcymistrz od 1996 roku.

## Kariera szachowa
Pierwsze znaczące sukcesy szachowe zaczął odnosić w połowie lat 80. XX wieku. W 1986 r. podzielił I m. (wspólnie z Jonathanem Levittem) w turnieju GLC Masters w Londynie, a na przełomie 1986 i 1987 r. reprezentował Anglię na rozegranych w Groningen mistrzostwach Europy juniorów do lat 20. W 1994 r. zwyciężył w czterech kołowych turniejach w Londynie, w 1995 r. w Budapeszcie zajął I m. w turnieju Elekes, a w cyklicznym turnieju First Saturday (edycja FS07 GM) podzielił III m. (za Władimirem Małachachowem i Zoltanem Gyimesim, wspólnie z Peterem Endersem), natomiast w 1996 r. zajął II m. (za Christianem Gabrielem) w kolejnym turnieju Elekes oraz III m. (za Csabą Horvathem i Dirkiem Poldaufem) w edycji FS05 GM kolejnego turnieju First Saturday. W 1997 r. zwyciężył w Londynie i Dublinie oraz podzielił II m. w kolejnym turnieju w Londynie (za Jonathanem Rowsonem, wspólnie z Lukiem McShanem), a w 1998 r. zajął I m. w Hampstead. Kolejne sukcesy w Budapeszcie odniósł w latach 2002 (dz. I m. w turnieju First Saturday FS07 IM-C, wspólnie z Phamem Minhem Hoangiem) i 2003 (I m. w turnieju Elekes IM oraz dz. III m. w turnieju First Saturday FS04 GM, za Attilą Jakabem i Siergiejem Owsiejewiczem, wspólnie z Lajosem Seresem).
Najwyższy ranking w karierze osiągnął 1 lipca 1996 r., z wynikiem 2500 punktów dzielił wówczas 17-20. miejsce wśród angielskich szachistów.
Neil McDonald jest autorem wielu książek o tematyce szachowej, był również trenerem najbardziej utalentowanych brytyjskich szachistów młodego pokolenia. 

## Publikacje
- Mastering the French
- Chess: The Art of Logical Thinking - From the First Move to the Last
- The Art of Planning in Chess: Move By Move
- Chess Success: Planning After the Opening
- The Sicilian Bb5 Revealed
- Concise Chess Openings
- Dutch Leningrad
- French Winawer
- Main Line Caro Kann
- Modern Defence
- Positional Sacrifices
- Practical Endgame Play
- Concise Chess Endings
- Starting Out: The English
- Concise Chess Middlegames
- Starting Out: The Dutch Defence
- The Masters: Rudolf Spielmann Master of Invention
- Starting Out: 1 e4: A reliable repertoire for the improving player
- Starting Out: Queen's Gambit Declined
- Eröffnungsreihe STARTING OUT - Englische Geheimnisse
- Chess Secrets: The Giants of Strategy: Learn from Kramnik, Karpov, Petrosian, Capablanca and Nimzowitsch
- How to Play against 1 e4
- Chess Secrets: The Giants of Power Play: Learn from Topalov, Geller, Bronstein, Alekhine and Morphy
- Starting Out: 1d4 + Starting Out: 1e4
- Starting Out: The Réti